# Tiempo (canción)
Tiempo es una canción de la cantante peruana Wendy Sulca estrenada en 2020. Es una adaptación al español de la canción The Clock Stopped Ticking, del músico y productor norteamericano Tony King, publicada en 1998.
El sencillo musical fue lanzado oficialmente el 14 de agosto de 2020 en las plataformas iTunes Store, Deezer y Spotify, conjuntamente con el videoclip musical publicado en YouTube.

## Composición, producción y lanzamiento
En el marco del desarrollo del proyecto internacional Global Rock, el músico y productor norteamericano Tony King, se contactó con el equipo de producción de Wendy Sulca. El objetivo era que la cantante peruana cantara un cover a su estilo de la canción «The Clock Stopped Ticking», como parte de un movimiento que tendrá nuevas adaptaciones de esta canción.
La adaptación al español estuvo a cargo de Gonzalo Calmet Otero, director del proyecto musical de Wendy Sulca. La producción musical estuvo a cargo del músico José Velarde Samanez. Los arreglos musicales estuvieron a cargo de José Velarde Samanez y Gonzalo Calmet Otero.
El sencillo musical fue lanzado el 14 de agosto de 2020, a través de las plataformas iTunes Store, Deezer, Spotify, Napster y Amazon Music, estrenándose simultáneamente con el vídeo musical publicado en Youtube. El tema mezcla elementos musicales andinos, como el charango y la quena dentro de la balada como género musical. La misma cantante definió el género del sencillo como una balada folk fusión.
El sencillo fue presentado en dos versiones: «The Clock Stopped Ticking» y «Tiempo» (versión en español).

## The Clock Stopped Ticking
La primera versión del sencillo, se presentó en una versión en inglés, como un cover de la canción "The Clock Stopped Ticking", del músico Tony King, perteneciente a su álbum homónimo de 1998. La versión musical de la artista se caracteriza por introducir elementos musicales andinos, en una mezcla con instrumentos como el piano, dentro de la balada como género musical.

## Versión en español y videoclip
La versión en español del sencillo, se estrenó el 14 de agosto de 2020 bajo el título «Tiempo», conjuntamente con el videoclip musical. Sobre el sencillo la cantante declaró al diario La República:
«Es una canción muy bonita y siento que he vuelto a mis raíces andinas porque tiene el toque de una balada folk fusión. Me hace recordar cuando yo cantaba huaynos con mi papá. Es un tema que tiene un mensaje lindo con mucho de ese sentimiento que es muy peculiar del folklore»
“Tiempo” es una canción más orgánica, justo para estos tiempos que estamos viviendo porque trata de alguien que ya no está con nosotros.
La realización del videoclip estuvo a cargo de la productora Pasaje 18, y fue grabado en la casa de la artista durante la cuarentena. El videoclip muestra a Wendy Sulca cantando, ataviada con una indumentaria que mezcla elementos andinos y contemporáneos, combinando las escenas con tomas aéreas del distrito de Huacaña, de la provincia de Sucre y departamento de Ayacucho.